# Nahle
Die Nahle ist ein 2,7 Kilometer langer Nebenarm der Weißen Elster in Leipzig, Sachsen, und mündet in die Neue Luppe. Sie ist Teil des Elster-Luppe-Systems im nördlichen Leipziger Auenwald.

## Verlauf

### Heutiger Verlauf
Die Nahle ist ein Fließgewässer I. Ordnung. Sie beginnt als Abfluss des Elsterbeckens (10) an dessen Nordwest-Ende und führt zunächst geradlinig in nordwestliche Richtung. Bereits nach wenigen Metern zweigt der nach Westen führende Burgauenbach ab (9), daran anschließend durchquert die Nahle das Nahlewehr (8) und nimmt linksseitig die Kleine Luppe (7) auf, in deren ursprünglichem Bett sie ab dort fließt. In ihrem weiteren Verlauf unterquert sie die Brücken der Bahnstrecke Leipzig–Großkorbetha und den daneben liegenden Nahlesteg für den Fuß- und Radverkehr(6), die Brücke des Leipziger Güterrings (5) und die Brücke der Gustav-Esche-Straße (4). Etwa 300 m westlich des Auensees mündet (2) die Nahle in die Neue Luppe (1), die an dieser Stelle einen Pegel von 99,6 m ü. NHN hat.
Kurz vorher zweigt an der linken Seite ein über 3 km langes Hochflutbett ab, das weiter südlich parallel der Neuen Luppe verläuft und sich schließlich in der Landschaft verliert. Über das 1954 nach dem Hochwasser von Juli 1954 gebaute Nahle-Auslassbauwerk (3) kann bei Hochwasser der Auenwald südlich der Neuen Luppe einschließlich der Burgaue geflutet werden. Das Auslassbauwerk wurde erstmals am 9. Januar 2011 teilweise und am 14. Januar 2011 vollständig geöffnet. Im Juni 2013 wurde der Auslass während des Hochwassers ein zweites Mal geöffnet. Das Nahleauslassbauwerk wurde 2014 durch einen Neubau ersetzt.

### Ursprünglicher Verlauf
Ursprünglich begann die Nahle bereits weiter östlich, wo sie am Niederholz gegenüber dem Rosental von der Weißen Elster abzweigte. Ihr Zufluss wurde durch das unmittelbar nördlich in der Elster liegende Nagel- oder Amelungswehr geregelt. Im Bereich des heutigen Elsterbeckens nahm sie das inzwischen verfüllte, von Süden kommende Kuhburger Wasser auf. Sie mündete schließlich in die Luppe.

## Name
Der Name Nahle bedeutet „das Lachenwasser“.

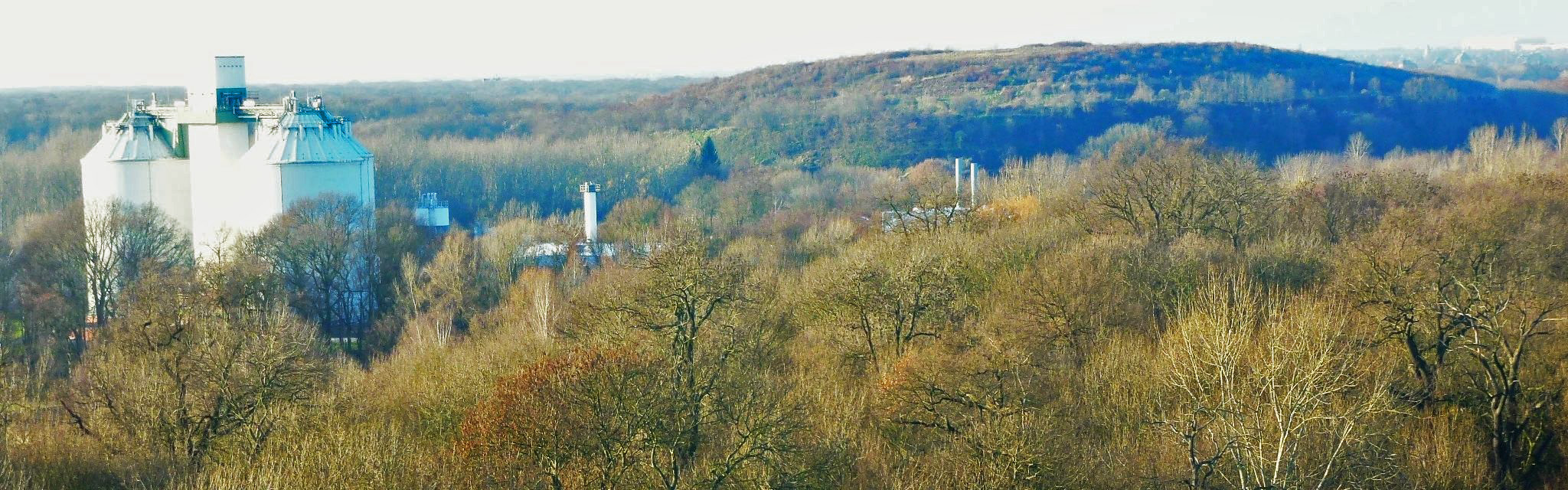
Nahleberg, vom Turm auf dem Rosentalhügel aus gesehen

## Nahleberg
Die östlich des Flusslaufs gelegene, an den Hängen bewaldete, ehemalige Deponie Möckern mit einer Höhe von etwa 35 Metern wird zuweilen als Nahleberg bezeichnet; auch der Gipfelstein trägt diesen Namen.

## Bilder

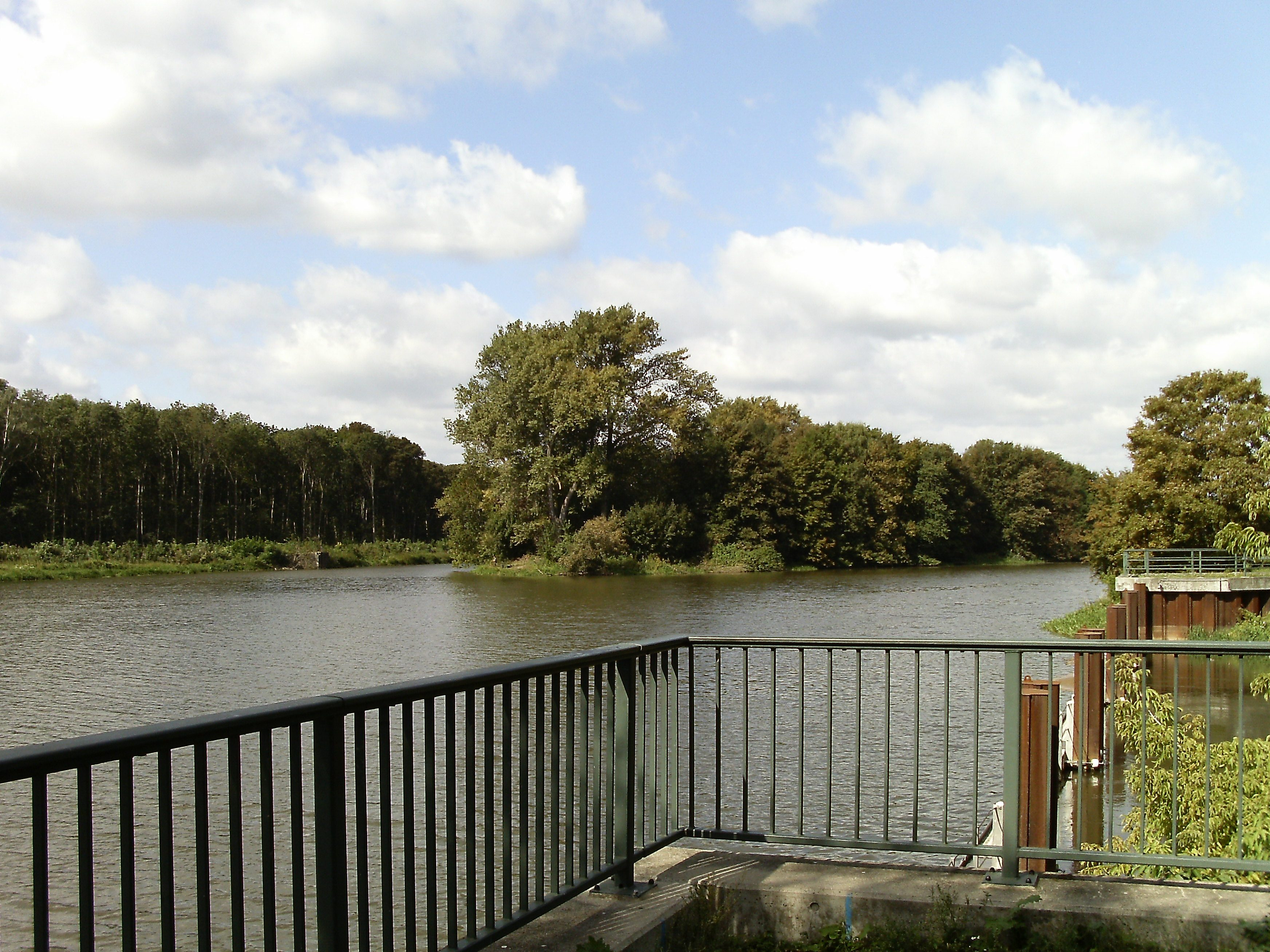
Abzweig der Nahle (links) und der Weißen Elster (ganz rechts) vom Elsterbecken
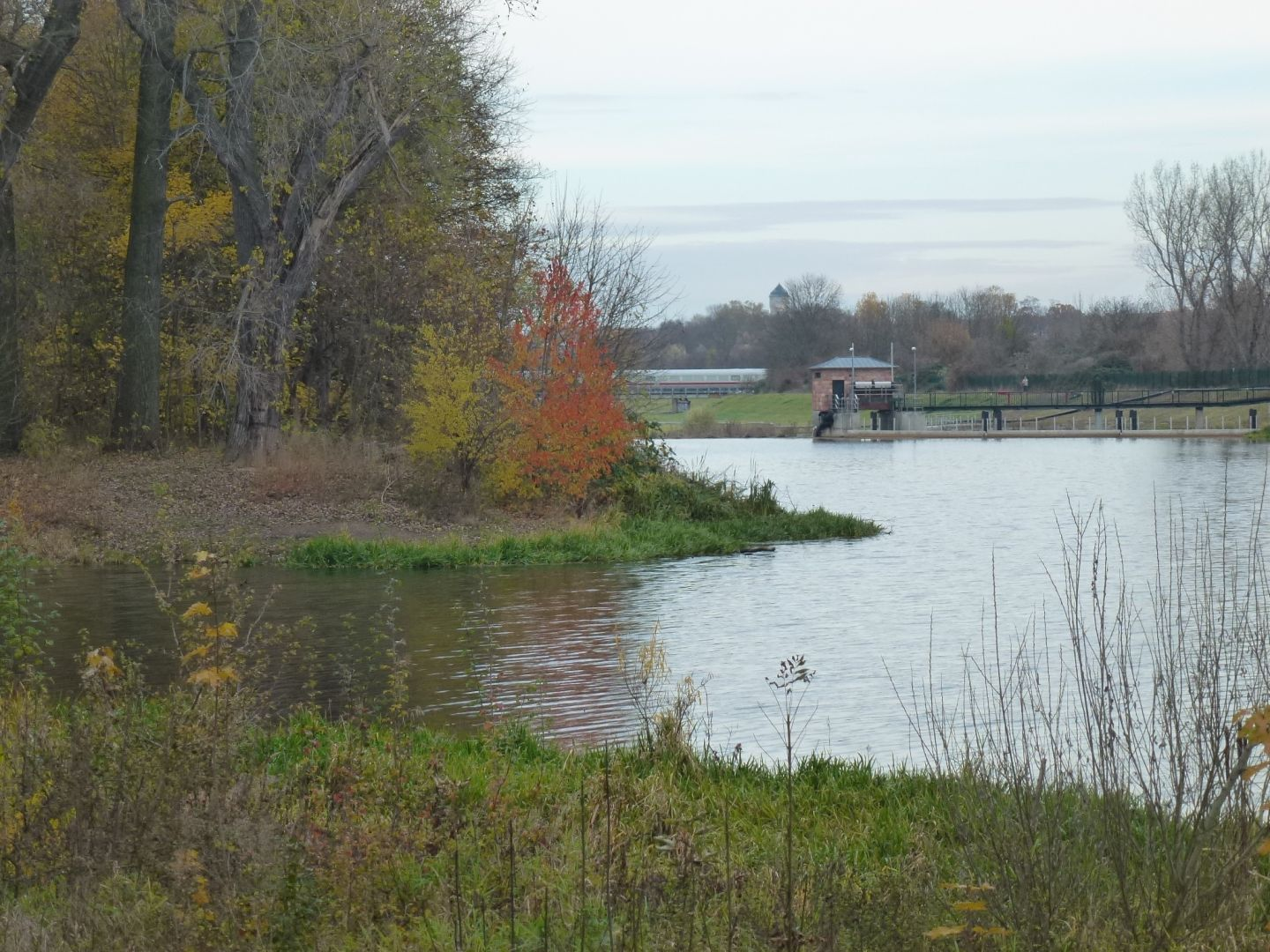
Abzweig der Nahle (links) vom Elsterbecken, im Hintergrund das Luppewehr, die Bahnstrecke und der Wahrener Wasserturm
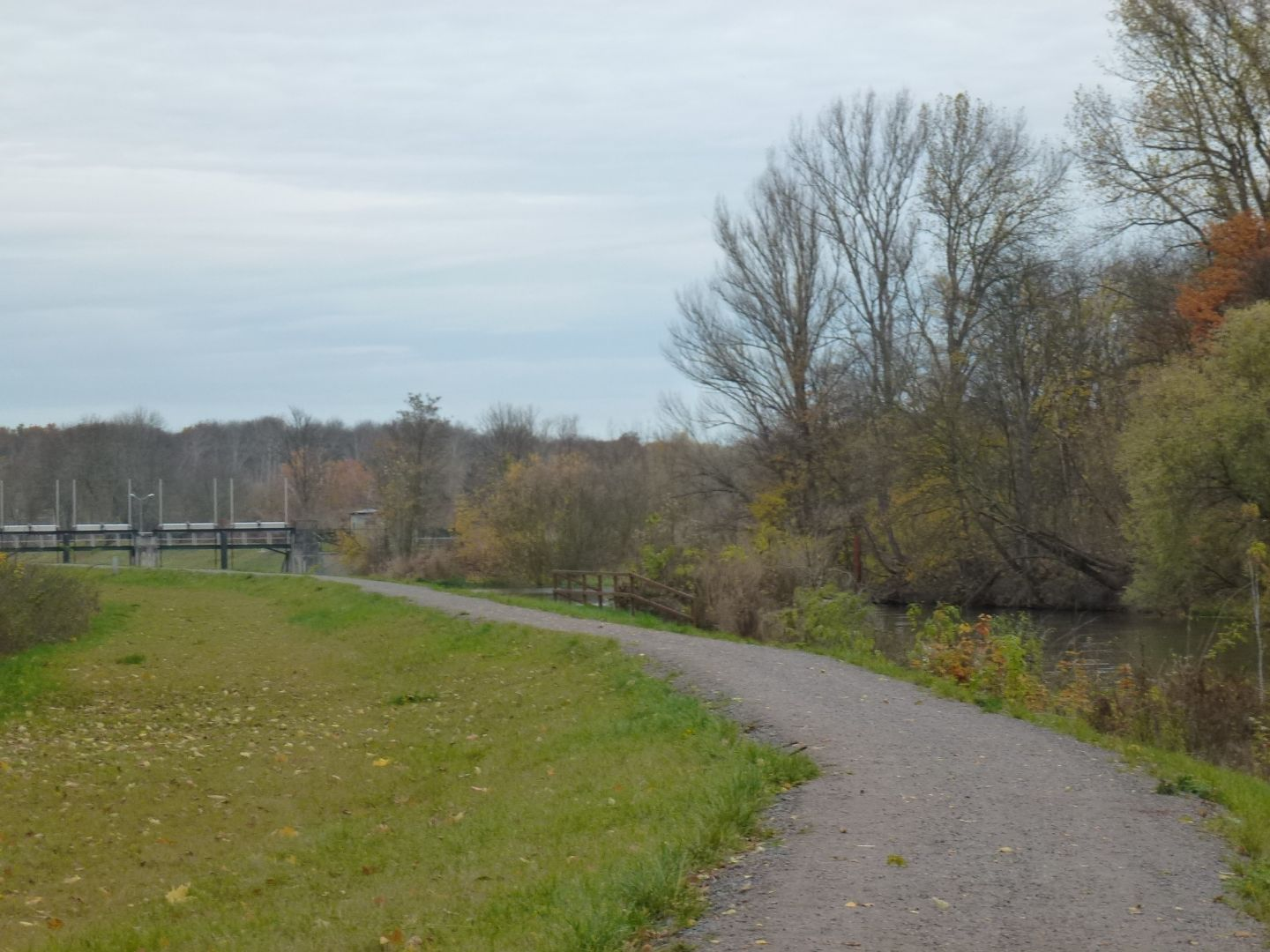
Nahlewehr
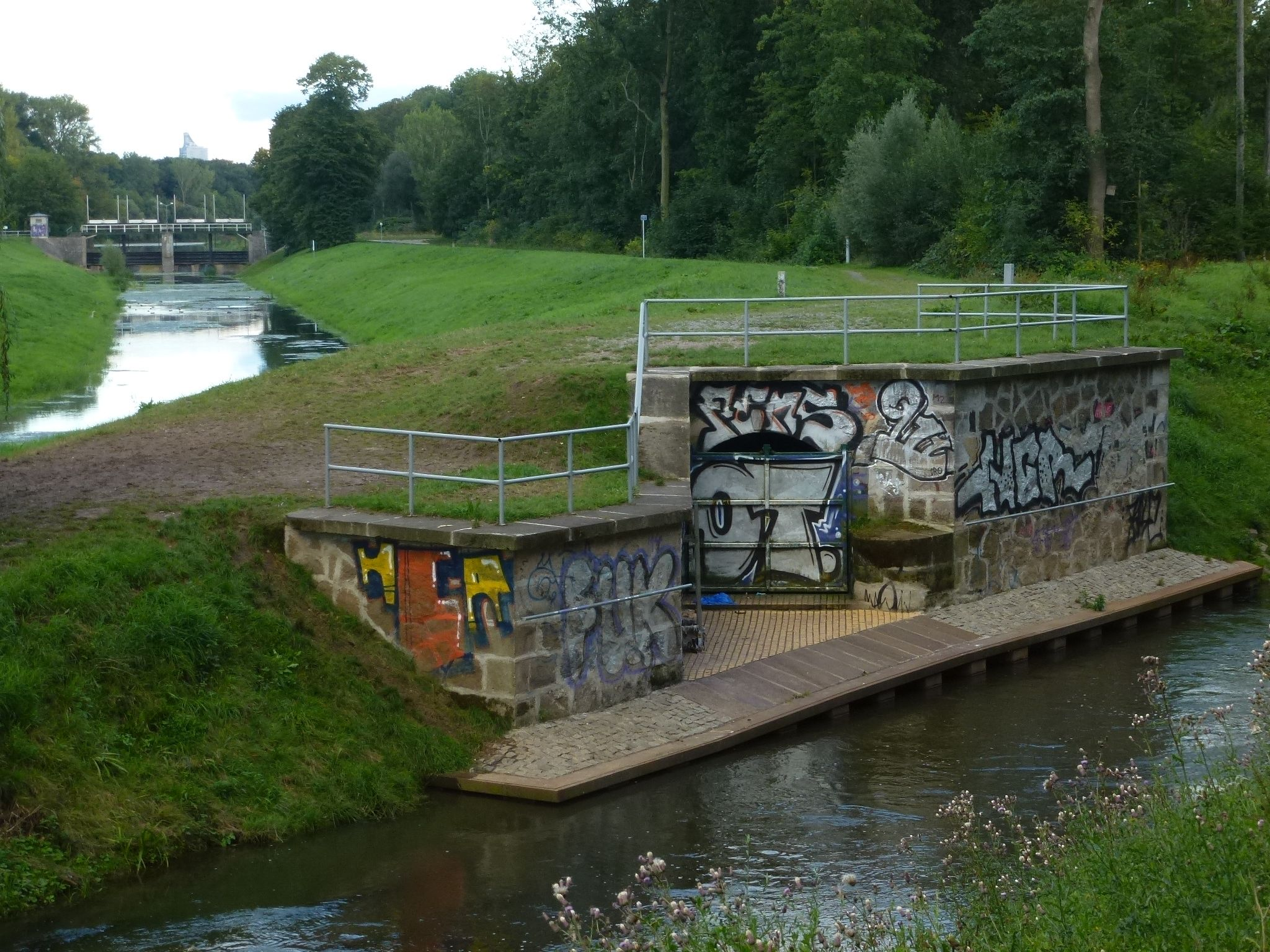
Kleine Luppe (vorn) und Nahle mit Wehr, im Hintergrund das City-Hochhaus
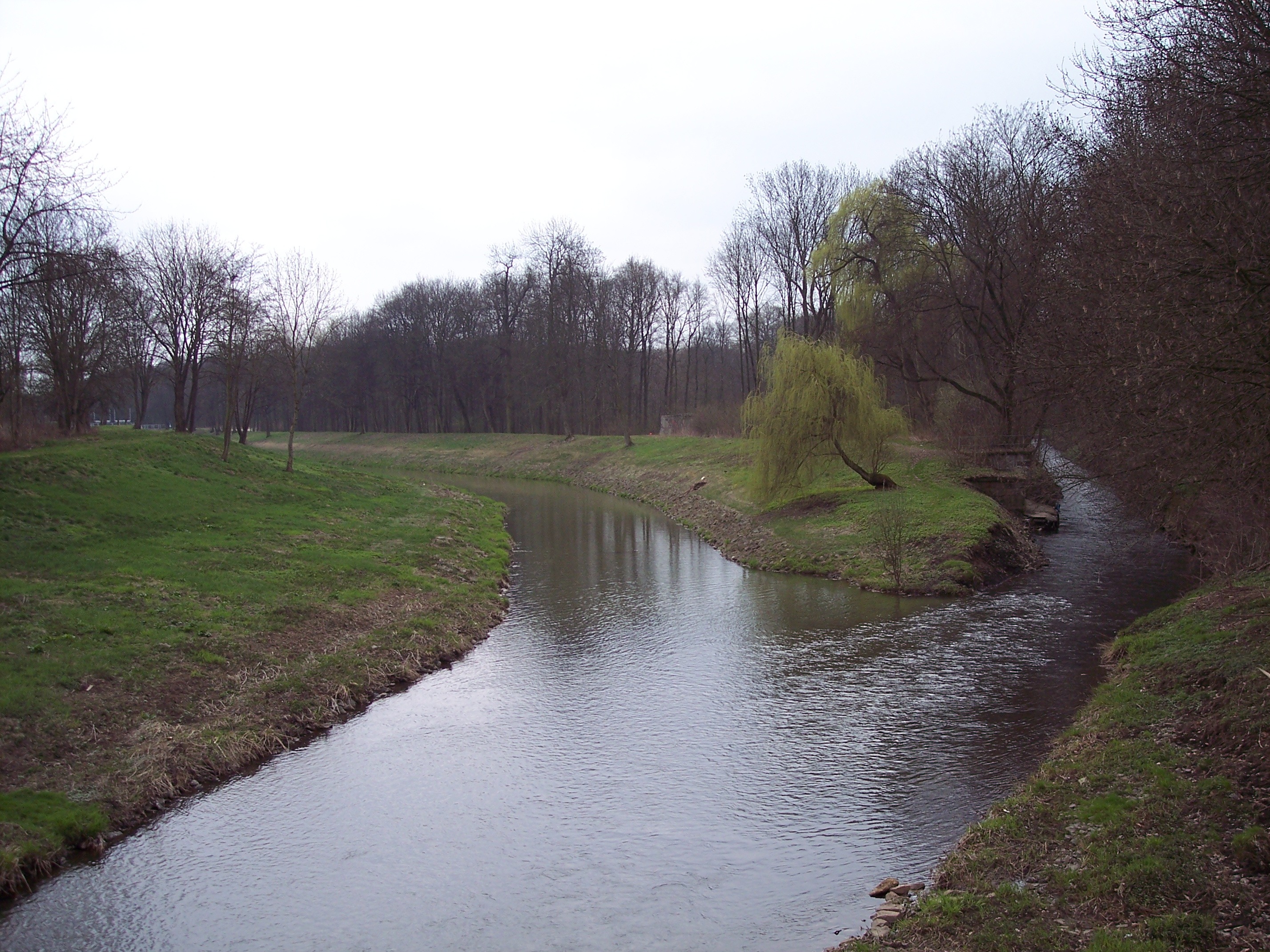
Mündung der Kleinen Luppe (rechts) in die Nahle
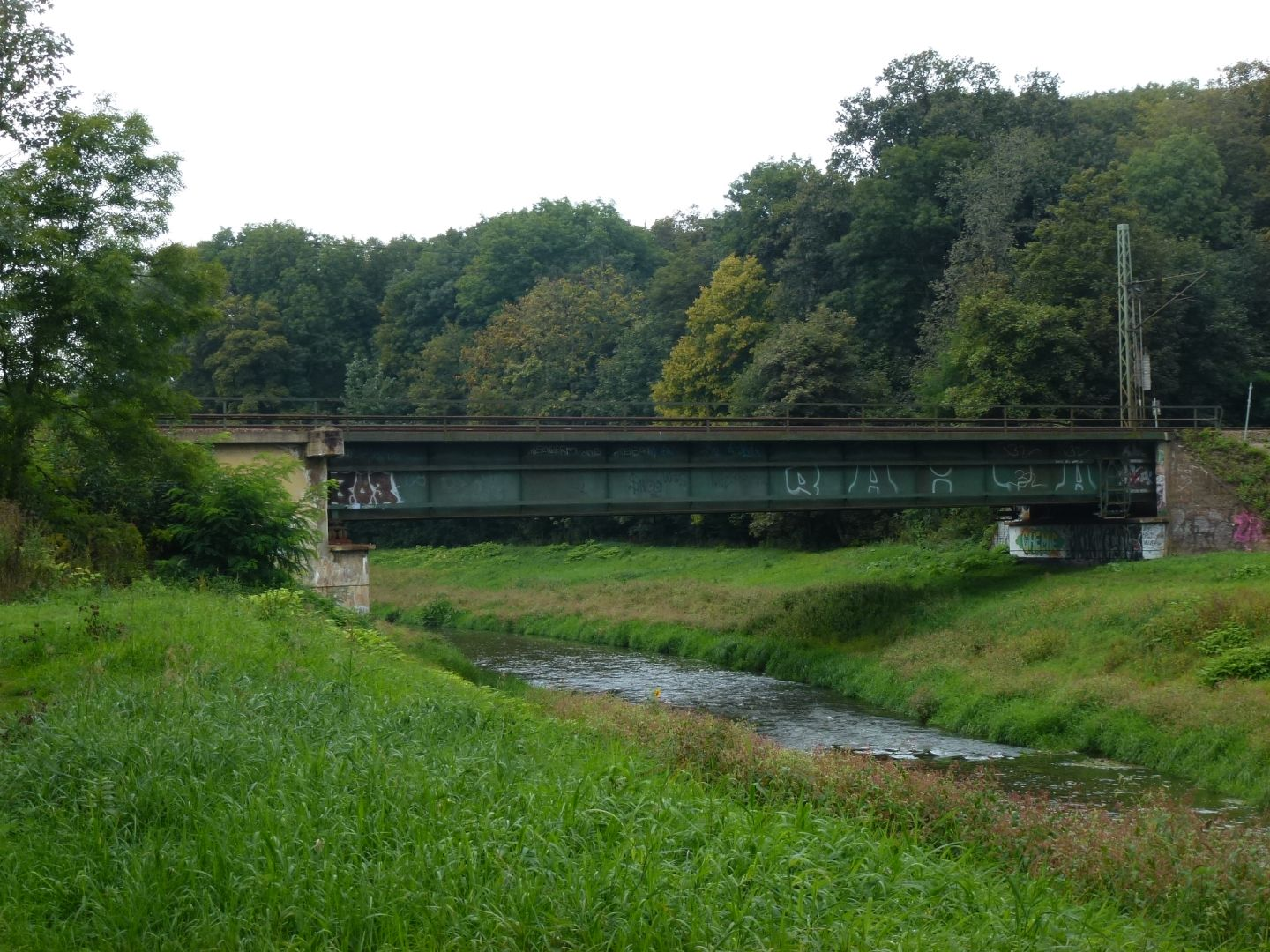
Brücke des Leipziger Güterrings
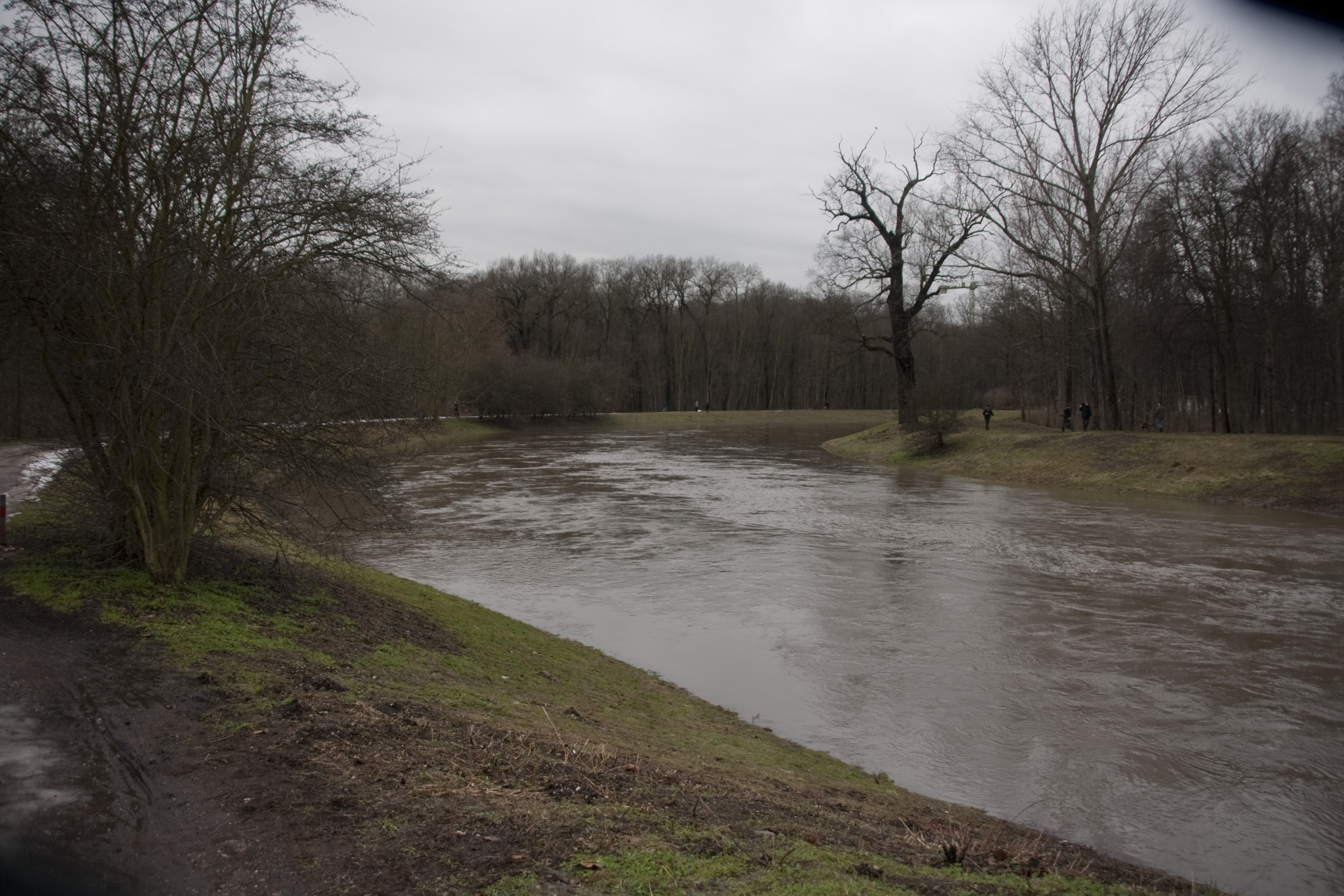
Nahle bei Hochwasser (Januar 2011)
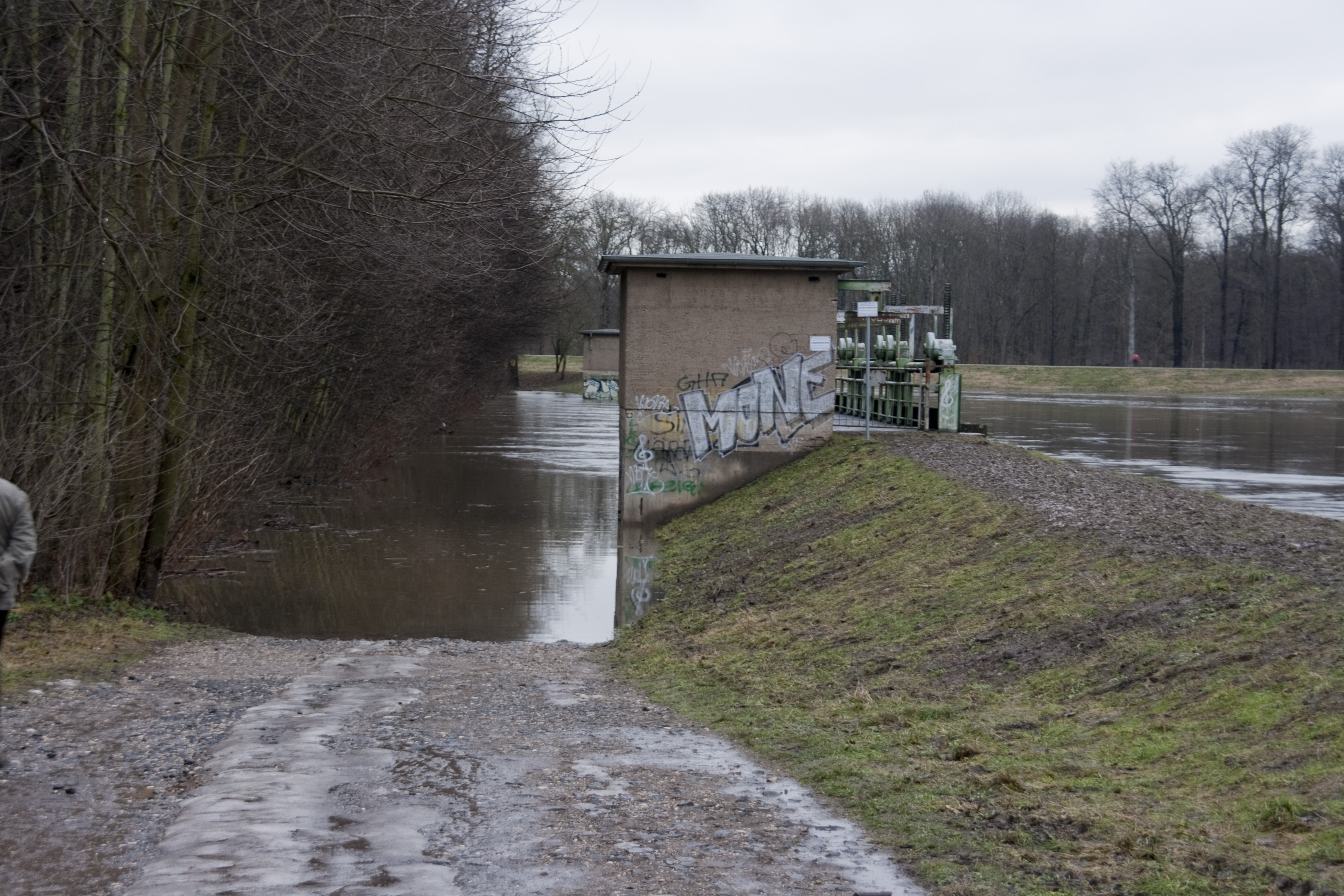
Das geöffnete Nahle-Auslassbauwerk Januar 2011
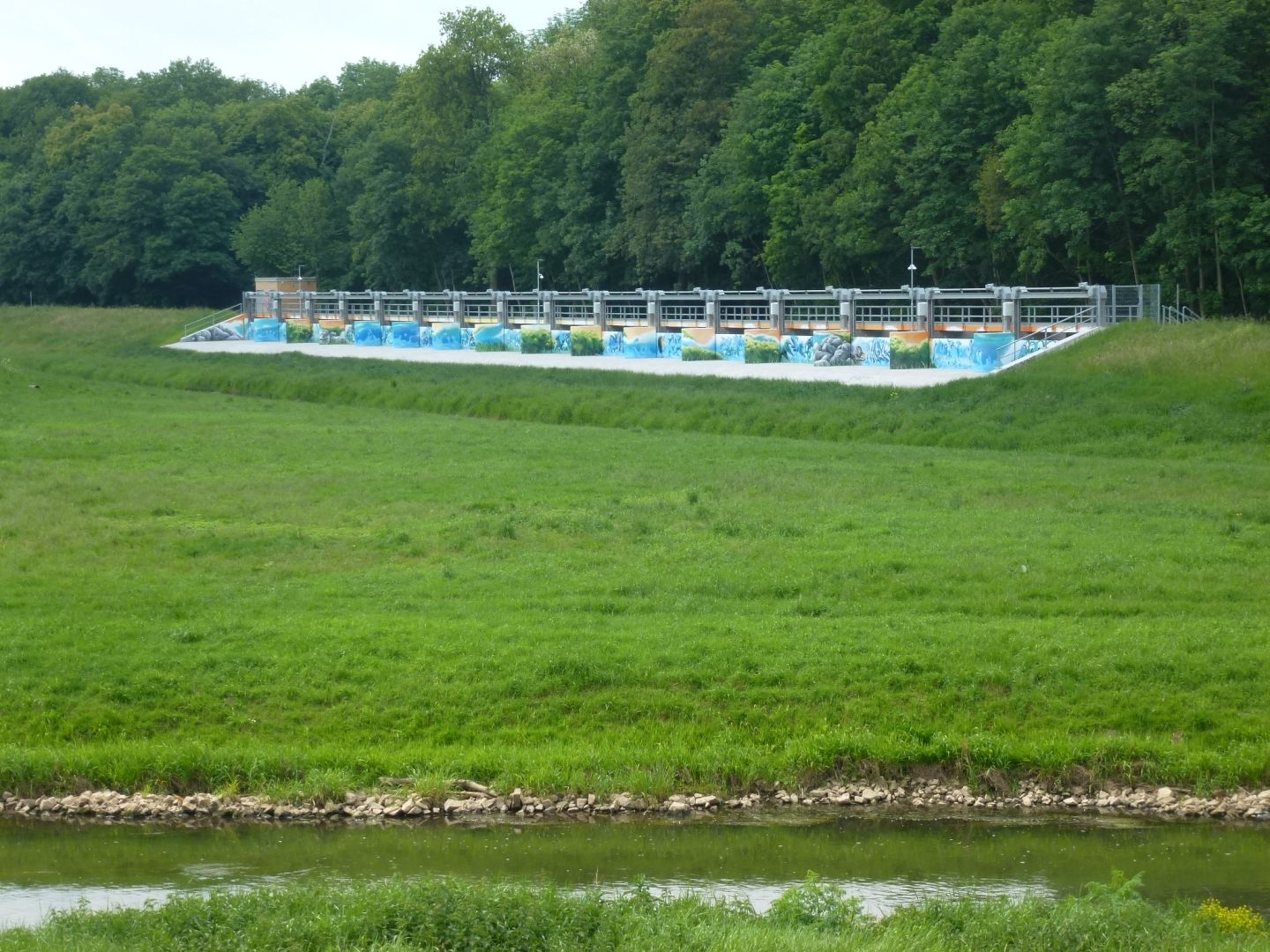
Neues Nahleauslassbauwerk mit Neuer Luppe im Vordergrund